# Idioma japonés
El japonés (日本語 Nihongoⓘ?) es un idioma de Asia Oriental hablado por alrededor de 125 millones de personas, principalmente en Japón, donde es la lengua nacional. Es el principal idioma de las lenguas japónicas que no están relacionadas genéticamente con otras lenguas, es decir son lenguas aisladas.
Poco se sabe acerca de su origen. Hay textos chinos del siglo III que documentan algunas palabras japonesas; los primeros textos extensos surgieron en el siglo VIII. Durante el período Heian (794-1185), el chino ejerció una profunda influencia en el vocabulario y fonología del japonés antiguo y del medio temprano. El japonés medio tardío (1185-1600) se acerca sustancialmente al japonés contemporáneo. En este período se incorporaron también los primeros préstamos europeos. Tras el fin del aislamiento en 1853, la cantidad de préstamos de lenguas europeas aumentó considerablemente, especialmente del inglés.
Aunque la lengua no tiene relación genética con el chino, la escritura japonesa utiliza caracteres chinos llamados kanji (漢字) y gran parte del vocabulario proviene del chino. Junto a los kanji, el japonés utiliza dos silabarios: el hiragana (ひらがな) y el katakana (カタカナ). El alfabeto latino (en japonés romaji) se utiliza para escribir acrónimos y el idioma emplea tanto los números arábigos como los chinos.

## Origen del idioma japonés
Aunque originario de Asia nororiental, su parentesco filogenético es incierto. Comúnmente se ha clasificado como una lengua aislada, al no haberse podido establecer parentesco con otros idiomas, es decir, se trata de un idioma sin relación con ningún otro. Sin embargo, según algunos lingüistas, el japonés estándar moderno no es una lengua aislada sino que es parte de la familia japónica junto a varias lenguas de las islas Ryūkyū (también consideradas dialectos japoneses), todas ellas derivadas del protojapónico. Aunque aparte de sus descendientes modernos no ha podido demostrarse un parentesco filogenético inequívoco entre el protojapónico (o sus descendientes modernos) y ninguna otra lengua de Asia. Sin embargo, aunque no se ha podido establecer firmemente ningún parentesco claro, no faltan las hipótesis que señalan algunas coincidencias con el coreano y con las lenguas altaicas o las lenguas austronesias.  
La antigua lengua del reino de Goguryeo, llamada goguryano, muestra similitudes que podrían deberse a una relación filogenética, aunque esta lengua está mal documentada. Además cabe señalar que el japonés no está relacionado ni filogenéticamente ni tipológicamente con el chino, si bien parte importante del vocabulario del japonés moderno proviene de préstamos y cultismos tomados del chino clásico. Tampoco parece existir ninguna relación con la lengua ainu (con la que comparte rasgos tipológicos, pero no elementos que sugieran origen filogenético común).
Es un hecho comprobado que existen correlaciones sistemáticas entre los fonemas de las lenguas primitivas coreanas y del japonés antiguo. No obstante, aún no está claro si esas correlaciones se deben a un origen común o a préstamos léxicos masivos a lo largo de los siglos, producto del intercambio cultural.
Una teoría alternativa adscribe este idioma a la macrofamilia de las lenguas austronesias. Según esta hipótesis, la lengua japonesa conforma el extremo norte de un grupo del que forman parte las lenguas aborígenes de Taiwán, el tagalo y otros idiomas de Filipinas y el malayo-indonesio en todas sus variantes. En general la investigación contemporánea oscila entre ambas hipótesis: reconoce una fuerte influencia continental, posiblemente ligado al coreano, y, al mismo tiempo, considera la posibilidad de la existencia de un sustrato austronésico. 
Desde el 250 a. C. los pueblos yayoi llegados del continente asiático comenzaron a poblar las islas del archipiélago japonés, donde se inició el desarrollo de una lengua arcaica (Yamato kotoba - 倭言葉) de estructura polisilábica, así como una cultura propia. No sería hasta el siglo III d. C. cuando intelectuales coreanos introducen la cultura china en las islas niponas. Esta invasión cultural duró aproximadamente cuatro siglos, durante los cuales se introdujeron ciencias, artes y religión, así como el sistema de escritura chino. 
Los japoneses comenzaron a usar los caracteres chinos (kanji - 漢字 significa caracteres Han) conservando el sonido original chino (si bien adaptándolo a su propio sistema fonético) y añadiendo además la pronunciación nativa a esos símbolos. Por ello, hoy en día, al estudiar el sistema de kanji es necesario aprender ambas lecturas, la lectura china (onyomi 音読み) y la lectura japonesa (kunyomi 訓読み), si bien dichos adjetivos no deben prestarse a errores: ambas pronunciaciones son propias del japonés, y son diferentes a las del chino moderno; aun así, el sonido del onyomi es la aproximación japonesa al sonido chino del entonces y dependía también de la variante hablada que estaba en el poder. Además de los kanji, en el japonés existen dos silabarios para representar todos sus sonidos, creados a partir de la simplificación de ciertos kanji. Los silabarios se denominan hiragana y katakana y son un sistema de escritura único del japonés, ausente en el chino y el coreano. El japonés moderno utiliza los tres sistemas de escritura, kanji, hiragana y katakana, circunscribiendo el uso de cada uno para diferentes funciones, si bien hay ocasiones en que dos de ellos pueden usarse indistintamente.
Debido a la particular historia de Japón, el idioma japonés incluye elementos ausentes en las lenguas indoeuropeas, siendo uno de los más conocidos un rico sistema de honoríficos (keigo - 敬語), que resultan en formas verbales y construcciones gramaticales específicas para indicar la jerarquía relativa entre el que habla y el que escucha, así como el nivel de respeto hacia el interlocutor.

## Distribución geográfica

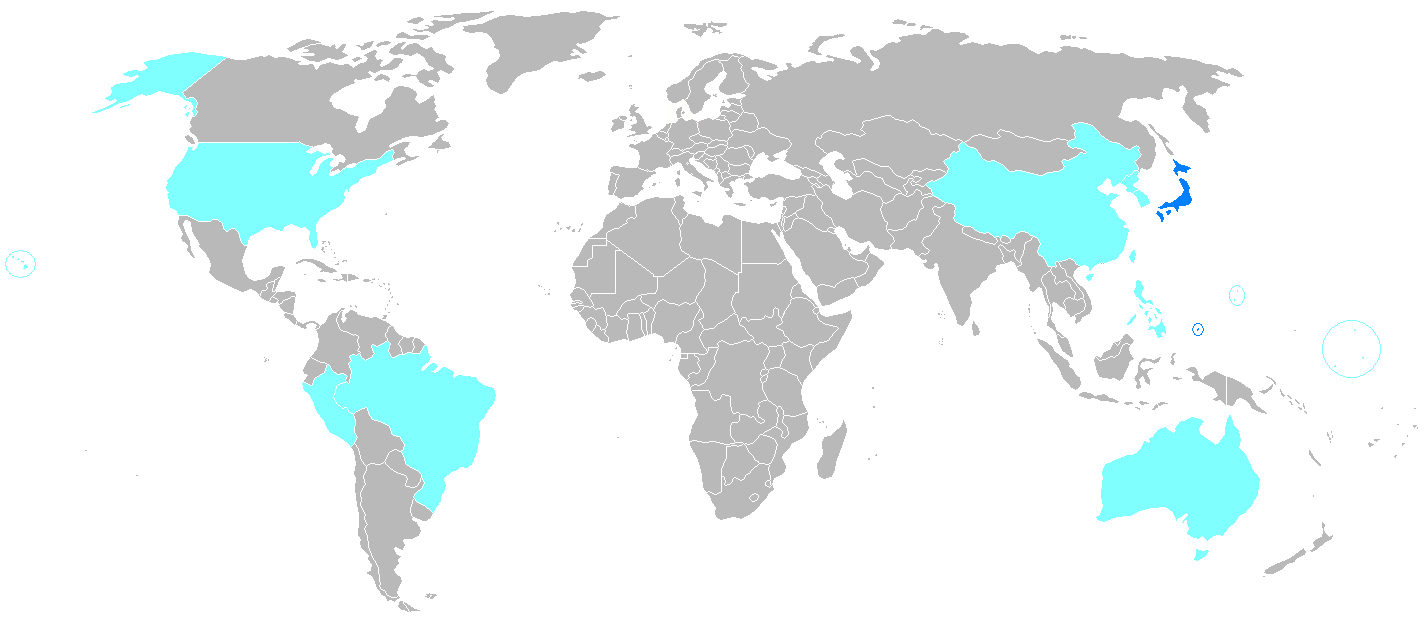
Extensión del idioma japonés.

El japonés está difundido en su mayor parte, como es lógico, en Japón, donde es hablado por la mayor parte de la población. Hay comunidades de inmigrantes japoneses en Hawái que también utilizan el idioma (más de 250 000, el 30% de la población), en California (Estados Unidos) unas 300 000; en Brasil unas 400 000 y un número importante en Argentina y en la costa de Perú, así como otras partes del mundo. En las antiguas colonias japonesas como Corea, Manchuria (China), Guam, Taiwán, Filipinas, Islas Marshall y Palaos es conocido también por las personas de edad avanzada que recibieron instrucción escolar en este idioma. No obstante, la mayor parte de estas personas prefiere no utilizarlo. 

### Variantes geográficas dialectales

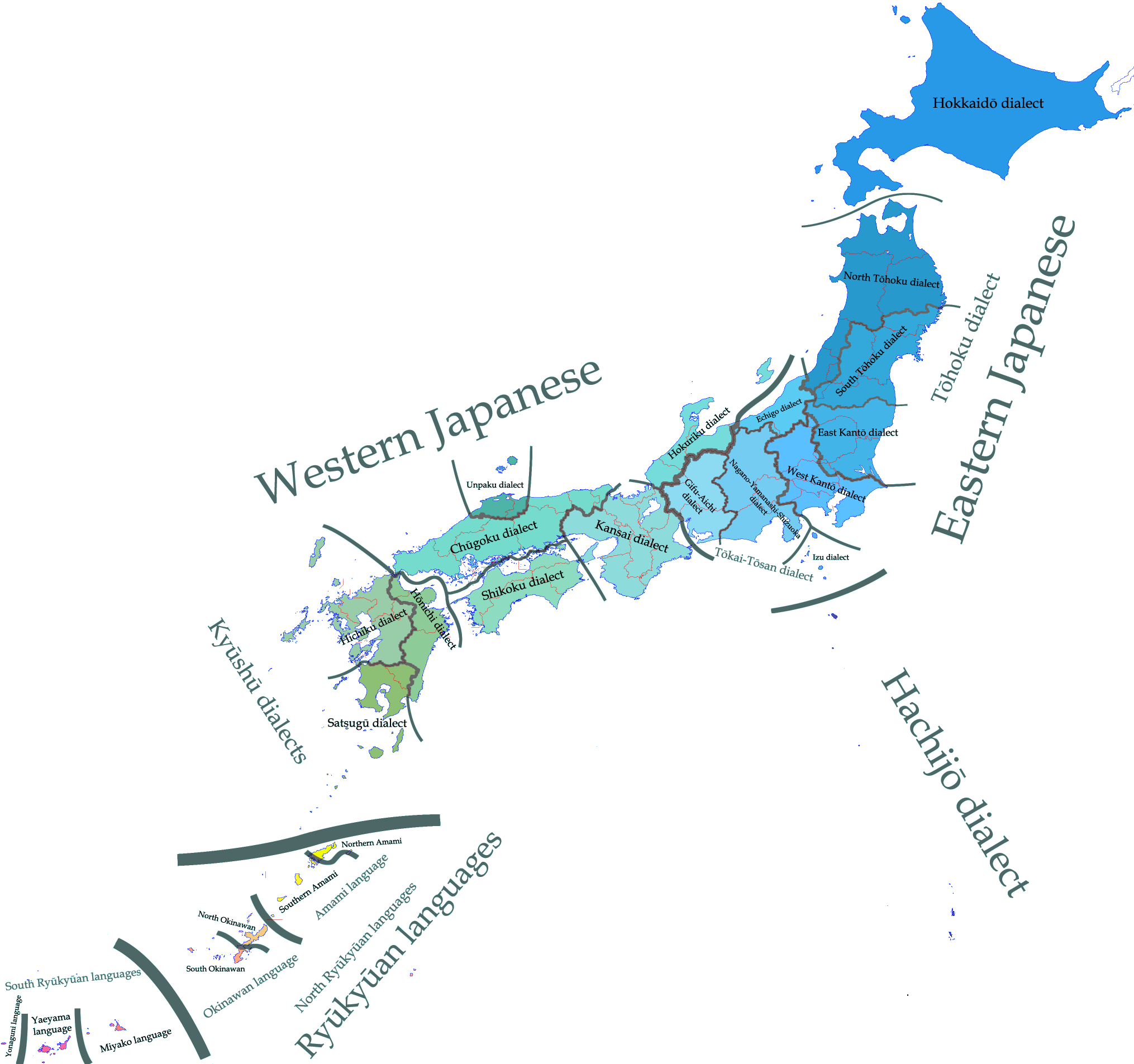
Variedades del japonés y las lenguas ryukyuenses en las islas al sur de Japón.

Se hablan docenas de dialectos en Japón. La profusión se debe a muchos factores, incluido el período de tiempo que el archipiélago japonés ha estado habitado, el terreno montañoso de la isla y la larga historia de aislamiento externo e interno de Japón. Los dialectos típicamente difieren en términos de acento tonal, morfología inflexional, vocabulario y uso de partículas. Algunos incluso difieren en los inventarios de vocales y consonantes, aunque esto es poco común.
La principal distinción en los acentos japoneses es entre los tipo Tokio (東京 式, Tōkyō-shiki) y los tipo Kioto-Osaka (京阪 式, Keihan-shiki). Dentro de cada tipo hay varias subdivisiones. Los dialectos de tipo Kyoto-Osaka se encuentran en la región central, aproximadamente formados por las regiones de Kansai, Shikoku y Hokuriku occidental.
Los dialectos de regiones periféricas, como Tōhoku o Kagoshima, pueden ser ininteligibles para los hablantes de otras partes del país. Hay algunas islas lingüísticas en pueblos de montaña o islas aisladas, como la isla Hachijō-jima, cuyos dialectos descienden del dialecto oriental del japonés antiguo. Los dialectos de la región de Kansai son hablados o conocidos por muchos japoneses, y el dialecto de Osaka en particular está asociado con la comedia. Los dialectos de Tōhoku y el norte de Kantō están asociados con agricultores típicos regionales.
Respecto a los idiomas ryukyuenses, que se hablan en Okinawa y las Islas Amami (políticamente parte de Kagoshima), el gobierno japonés mantiene la política de que todas las lenguas ryukyuenses son meramente «dialectos del japonés», a pesar de que son lo suficientemente distintas como para ser consideradas una rama separada de la familia japonesa; no solo cada idioma es ininteligible para los hablantes de japonés, sino que la mayoría son ininteligibles para quienes hablan otros idiomas ryukyuenses. Sin embargo, en contraste con los lingüistas, muchos japoneses comunes tienden a considerar los idiomas ryukyuenses como dialectos del japonés. La corte imperial también parece haber hablado una variante inusual de japonés de la época. Lo más probable es que se trate de la forma hablada del idioma japonés clásico, un estilo de escritura que prevaleció durante el período Heian, pero comenzó a declinar a fines de la era Meiji. Los idiomas ryukyuenses son hablados por un número cada vez menor de personas mayores, por lo que la UNESCO los clasificó como en peligro de extinción, ya que podrían extinguirse en 2050. Los jóvenes utilizan principalmente el japonés y no pueden entender los idiomas ryukyuenses. El japonés de Okinawa (no confundir con el idioma okinawense) es una variante del japonés estándar influenciado por los idiomas ryukyuenses. Es el dialecto principal que se habla entre los jóvenes en las islas Ryūkyū.
El japonés moderno se ha generalizado en todo el país (incluidas las islas Ryūkyū) debido a la educación, los medios de comunicación y el aumento de la movilidad dentro de Japón, así como a la integración económica.

## Historia de los dialectos
Las variantes del idioma han sido confirmadas desde el antiguo Japón, a través del Man'yōshū. Los escritos japoneses más antiguos conocidos que incluyen dialectos orientales cuyas características no fueron heredadas por los dialectos modernos a excepción de algunas partes como la isla de Hachijo.[cita requerida]Con la modernización del japonés en la parte tardía del siglo XIX, el gobierno ha promovido el uso del japonés estándar lo cual ha hecho que este dialecto no solo sea altamente conocido solo en Japón sino también en todo el mundo. El idioma ha ido cambiando al fusionarse diversos dialectos y recibir influencia de otras lenguas.

### Variantes históricas
La historia de la lengua japonesa se suele dividir en cuatro periodos diferentes.
- Prehistoria: no se sabe nada con certeza del idioma en estas fechas (ni siquiera si existía), debido a la falta de documentación o testimonio sobre el mismo.
- Japonés antiguo: aún no está indefinida una fecha de datación exacta, aunque su final se define alrededor del siglo VIII (convencionalmente se toma el año 794 d. C.), durante este período la escritura china se adaptó para escribir el japonés antiguo a través del man'yōgana y los caracteres chinos.
- Japonés medio: que va desde finales del siglo VIII a finales del siglo XVI, y muestra ciertos cambios fonéticos con respecto al período anterior, como el cambio fonético /p /> /h, ɸ/.Este posee dos etapas:
  - Japonés medio temprano: desde el 794 d. C. al 1185. Dentro de lo más importante de este período cabe destacar la aparición de dos nuevos sistemas silábicos de escritura el hiragana y el katakana que derivan directamente del man'yōgana. Dicha aparición da lugar a un auge en una nueva era de escritura evidenciado por escritos como Genji Monogatari, Taketori Monogatari e Ise Monogatari.
  - Japonés medio tardío: desde el 1185 hasta finales del siglo XVI. En este período el japonés sufrió varios cambios lingüísticos que lo acercaron a la forma que corresponde al japonés moderno. De la misma forma durante este período en Japón evoluciona de una sociedad aristócrata de nobles al Período Heian de naturaleza feudal donde se dio el auge de los samuráis. A mediados del siglo XVI misioneros portugueses llegan a Japón. Mientras introducían conceptos orientales y tecnologías compartían su lengua, fruto de esto es que el japonés tomó algunas palabras del portugués.
- Japonés moderno, del siglo XVII en adelante, caracterizado por la existencia de numerosas palatalizaciones de las consonantes coronales:
  - /*si, *zi /> /ɕi, ʑi/ (shi, ji) /*sya, *syo, *syu; *zya, *zyo, *zyu /> [ɕa, ɕo, ɕu, ʑa, ʑo, ʑu] (sha, sho, shu; ja, jo, ju).
  - [*ti, *di ]> [t͡ɕi, d͡ʑi] (chi, ji), [*tya, *tyo, *tyu; *dya, *dyo, *dyu ]> [t͡ɕa, t͡ɕo, t͡ɕu; d͡ʑa, d͡ʑo, d͡ʑu] (cha, cho, chu; ja, jo, ju).

### Influencias
Algunas de las similitudes léxicas entre las lenguas austronesias y el japonés podrían deberse a la influencia adstrato de algunas lenguas, aunque la evidencia en favor de dicha influencia prehistórica no es concluyente. A partir del siglo VII sí es notoria la influencia de la cultura china en Japón y la adopción en esta lengua de numerosos préstamos léxicos procedentes del idioma chino para designar conceptos técnicos y culturales asociados a la influencia china. El chino clásico es al japonés, algo similar a lo que las raíces de origen griego son a las lenguas europeas: una fuente de elementos léxicos para formar neologismos. El propio sistema de escritura japonesa es en sí mismo una muestra de la influencia cultural china en el japonés.
A partir del siglo XVI el japonés adoptará algunos términos procedentes del portugués, del español, del neerlandés y de otras lenguas de colonización europea. Y a partir del siglo XX la influencia del inglés como fuente de nuevos préstamos al japonés es hegemónica.

## Descripción lingüística

### Fonología
Tiene cinco vocales y dieciséis consonantes y es muy restrictivo en la formación de sílabas. El acento es tonal, con dos tonos diferentes: alto y bajo.
El sistema fonológico japonés consta de cinco vocales, que escritas en caracteres latinos son: a, i, u, e, o, según el orden tradicional. Se pronuncian igual que en castellano /a, e, i, o/ salvo la u /ɯ/, que se pronuncia con los labios extendidos, esto es, se trata de una vocal no redondeada. 
Las vocales pueden ser normales o largas, en cuyo caso poseen una duración doble de la normal y se consideran como sílabas separadas. 
Los fonemas consonánticos son dieciséis o quince, dependiendo de si se considera o no que el sokuon corresponde a una consonante geminada o al archifonema /Q/, representado en la escritura por el símbolo sokuon que adopta el mismo sonido de la consonante que le sigue o en ocasiones se pronuncia como una oclusión glotal. La cuenta de sonidos es mucho más alta si se cuentan los alófonos de aparición consistente, representados entre corchetes en la siguiente tabla. Debe considerarse además que los préstamos tomados de otras lenguas a partir del siglo XX, particularmente del inglés, pueden conservar fonemas ajenos al inventario tradicional.
- Las consonantes /t/, /s/, /d/ y /z/ sufren una palatalización ante /i/ y /j/, articulándose respectivamente [t͡ɕ], [ɕ], [d͡ʑ] y [ʑ].[5] A causa de ello, usualmente estos sonidos se transcriben en alfabeto latino como ch, sh y j.
- Las consonantes /t/ y /d/ ante /ɯ/ se pronuncian respectivamente [t͡s] y [d͡z]. Debido a ello, sus transcripciones latinas en esta posición suelen ser ts y [d]z.
- Existe un fenómeno llamado yotsugana, por el cual cuatro sílabas en principio distintas (/zi/, /zɯ/, /di/ y /dɯ/), hoy pueden ser homófonas o dos, tres o cuatro sílabas diferentes según la región. Por ejemplo, en Tokio solamente son dos: /zi/ y /di/ se pronuncian indistintamente [ʑi] o [d͡ʑi], mientras /zɯ/ y /dɯ/ pueden ser [zɯ] o [d͡zɯ].
- El fonema /h/ tiene tres alófonos: ante /a, e, o/ sonaría como [h], mientras que ante /ɯ/ sonaría [ɸ] y ante /i/ y /j/ como [ç].
- El fonema /p/ no ocurre en posición inicial en palabras nativas ni sino-japonesas,[5] aunque sí en préstamos, neologismos y términos miméticos, ya que en japonés antiguo se dio el cambio /p/ > /ɸ/ > /h/ en las palabras nativas.
- El archifonema /ɴ/ usualmente suena como [n], pero ante /m/ y /b/ se articula como [m] y ante /g/ y /k/ se vuelve [ŋ], una consonante nasal velar. Algunos hablantes nasalizan las vocales que lo preceden.
- El fonema /ɺ̠/ se asemeja a una ere castellana, pero a diferencia de esta, también existe en posición inicial. Se considera vulgar o ruda la realización vibrante múltiple, a semejanza de la erre del castellano.
- En algunas zonas de Japón, /g/ es [ŋ] entre vocales, pero su aparición puede estar condicionada para algunos hablantes por el hecho de que se encuentre dentro de un morfema y no como primer elemento del segundo miembro de una palabra compuesta.
- Un fenómeno fonético común en el japonés es el ensordecimiento de las vocales /ɯ/ e /i/ (alteración de la vocal sonora en vocal murmurada debido al contexto) cuando se encuentran en posición no acentuada entre consonantes sordas. Es el caso de muchas terminaciones desu y masu en conjugaciones verbales, que se oyen como dess y mass respectivamente.
- Otro fenómeno particular, frecuente y muy complejo es el rendaku, que consiste en la sonorización de una consonante sorda en palabras compuestas nativas: 国 (País) /kuni/ más 々(repetición del elemento anterior, llamado noma,kuma, kurikaeshi o dō no jiten). La /k/ sorda del segundo kuni se convierte en su contraparte sonora /g/; por lo tanto, no se pronuncia */kunikuni/, como podría esperarse, sino /kuniguni/ lo cual significa «países».

En japonés existen unidades de tiempo o moras, cada una de la misma duración, que en el japonés estándar condicionan procesos como la formación de sílabas, de palabras y la acentuación. Una mora puede estar formada por:
- Una vocal, como a
- Una consonante y una vocal, como ki o ma
- Una semiconsonante y una vocal, como ya
- Una consonante, una semiconsonante y una vocal, como kya o nyu
- N (en final de sílaba)
- Q (sokuon)

Las sílabas solamente pueden formarse con una o dos de estas moras y tanto N como Q solo pueden aparecer en final de sílaba, de modo que son posibles sílabas monomoraicas como no, a o myu y bimoraicas como ī (i.i), on (o.N), kyū (kyu.u), pero no es posible una secuencia más larga; así, una palabra como el préstamo rain se convierte en un bisílabo (ra-i.N) porque no se permite la presencia de cuatro moras en una sola sílaba (*ra.i.N).

### Gramática
El japonés es una lengua de estructura aglutinante que combina diversos elementos lingüísticos en palabras simples. Cada uno de estos elementos tiene una significación fija y apta para existir separadamente. El japonés es casi exclusivamente sufijante, con muy pocos prefijos, como por ejemplo, los honoríficos o-(お), go- (ご), por lo que los únicos procesos para la formación de palabras son la composición y la derivación mediante sufijos.  La gramática del idioma japonés es muy diferente de la del español. Algunas de sus características son:
- La estructura gramatical es sujeto-objeto-verbo y se usan postposiciones en lugar de preposiciones.
- No existen artículos, ni género gramatical (masculino/femenino), ni número obligatorio y el caso es indicado por clíticos.
- No está muy extendida la noción de pluralidad. En general, no se usan plurales sino que la pluralidad del sujeto o del objeto se deduce por el contexto. Sin embargo, el sufijo -tachi, entre otros, indica la idea de pluralidad (por ejemplo, watashi, 私 (わたし?), [wɑ˩tɑɕi˩] = 'yo'; watashi-tachi (私達 (わたしたち?), [wɑ˩tɑɕi tɑ˥tɕ(i)˩] = 'nosotros'), y en ocasiones puede duplicarse una palabra con el mismo fin (por ejemplo, a partir del antiguo pronombre de primera persona ware, 我 [wɑ˥ɾe˩], se forma por duplicación -mediante el signo llamado kurikaeshi- wareware, 我々 [wɑ˩ɾewɑ˥ɾe˩], otra forma extremadamente formal de decir 'nosotros'). La duplicación de kanji obliga en algunos casos a añadir la marca nigori (濁り「にごり」 [nʲi˩ŋo˥ɾi˩]), por ejemplo hito (人 (ひと?) [ɕ(i)˩to˥]) = 'persona', hitobito (人々 (ひとびと?) [ɕ(i)˩to˥bito˩]) = 'personas'.
- No existe el tiempo futuro. Los tiempos verbales son el pasado y el presente (este último también empleado para acciones ubicadas en el futuro). El futuro se deduce gracias a la presencia en la oración de palabras como «ashita» (明日 (あした?) [ɑ˥ʃ(i) tɑ˩]) = «el día de mañana».
- El japonés carece de auténticos pronombres, ya que las formas llamadas «pronombres» siempre tienen contenido léxico.
- En consonancia con la propiedad anterior, los verbos son básicamente impersonales con formas especiales. Los adjetivos verbales tienen una sola forma.
- Desde el punto de vista sintáctico el japonés carece de categorías funcionales[17]
- Para expresar cantidades se emplean auxiliares llamados clasificadores numéricos (contadores), mientras que en castellano basta con emplear el número cardinal seguido del objeto que se pretende contar. Así, por ejemplo, para contar animales de pequeño tamaño se utiliza el contador «-hiki» (匹), para objetos alargados (por ejemplo, un lápiz) se emplea el contador «-hon» (本 [ho˥ŋ]), para máquinas (incluyendo dispositivos electrónicos) se usa «-dai» (台 [dɑ˩i]), etc. Estos clasificadores pueden alterar su pronunciación según la cantidad contada (p.ej. 1 animal pequeño = ippiki [ippi˥ki˩], 2 animales pequeños = nihiki [ni˥ɕiki˩], 3 animales pequeños = sanbiki [sɑm˥biki˩], etc.).
- Existen dos tipos de adjetivos. El primer tipo es el de los «ikeiyōshi» (い形容詞?) [i˥keː˩joː˥ʃ(i)˩] ('adjetivos en i') que acaban en la vocal i (い), con ciertas excepciones como «kirei»(奇麗 (きれい?) [ki˥ɾeː˩], 'lindo', 'bello'), «kirai»(嫌い (きらい?) [ki˩ɾɑ˥i˩], 'odioso') y («yūmei» (有名?) [jɯː˩meː˥˩], 'famoso'), que pertenecen al segundo grupo a pesar de su terminación en «i» La conjugación de los い形容詞　modifica la «i» final por una desinencia que determina el tiempo verbal así como su carácter positivo o negativo. Por ejemplo, un adjetivo como («yasui» (安い?) [jɑ˩sɯ˥i˩], 'es barato'), forma la negación con la desinencia -kunai (くない), quedando como: («yasukunai» (安くない?) [jɑ˩s(ɯ)kɯnɑ˥i˩], 'no es barato'). De la misma manera, la forma en tiempo pasado reemplaza la desinencia de «yasui»por «yasukatta» (安かった?) [jɑ˩s(ɯ)˥kɑ˩ttɑ], 'era barato' 'fue barato'. En cuanto al negativo de la forma en pasado se reemplaza la i al final de la desinencia kunai por katta, surgiendo kunakatta («yasukunakatta» (安くなかった?)) [jɑ˩s(ɯ)˥kɯnɑkɑ˩ttɑ], 'no fue barato', 'no era barato'. Se crea así un modelo: yasui - yasukatta - yasukunai - yasukunakatta. Observando la formación del tiempo pasado negativo de estos adjetivos, se encuentra un rasgo del carácter aglutinante del japonés: la desinencia -kunai, al terminar en -i, se convierte con ello en un nuevo adjetivo, que puede ser conjugado al tiempo pasado -kunakatta.
- El otro tipo de adjetivo es el llamado «nakeiyōshi» (な形容詞?) [nɑ˥keː˩joː˥ʃ(i)˩] ('adjetivos en na'). Para adjuntarlos a un sustantivo se precisa la partícula na (な) (de ahí su nombre), a diferencia de los anteriores que pueden ser utilizados sin ninguna partícula junto a un sustantivo. Los «nakeiyōshi» no suelen terminar en «i» salvo excepciones como las ya mencionadas (kirei, kirai, yūmei, y otras). Al conjugarse se utiliza la terminación que indica si es positivo o negativo así como su temporalidad. Por ejemplo («shizuka» (静か?) [ʃi˥zɯkɑ˩], 'tranquilo'), para indicar su negativo le adherimos el «ja arimasen» (じゃありません?) [dʑɑ˩ ɑɾi˥mase˩N] en registro informal o «dewa arimasen» (ではありません?) [de˩wɑ ɑɾi˥mase˩N] en registro formal, una especie de 'no es'.  Nota: じゃありません(Ja arimasen) y ではありません (dewa arimasen) se pueden pronunciar じゃありまへん (Ja arimahen) y  ではありまへん (Dewa arimahen) respectivamente.  Ejemplos de adjetivos ikeiyōshi y nakeiyōshi:  Positivo

今日は暑い日です。
きょうはあついひです。
Kyō wa atsui hi desu.
'Hoy es un día caluroso'.
みさえさんはきれいな人です。
みさえさんはきれいなひとです。
Misae-san wa kireina hito desu.
'La señora Misae es una bella persona'.   Negativo
この本はそんなに高くないです。
このほんはそんなにたかくないです。
Kono hon wa sonna ni takakunai desu.
'Este libro no es tan caro'.  Nota: Si se quiere sonar informal, です desu (verbo ser o estar) se debe cambiar por だ (da).

### Escritura
La escritura japonesa está basada en dos sistemas de ortografía:

- El primero está compuesto por los ideogramas chinos, o kanji, introducidos en Japón alrededor del siglo IV. Estos se utilizan como ideogramas y fonogramas. Cada kanji tiene diversas lecturas, tanto nativas como de raíz china. (A veces solo tiene un tipo de lectura como también algunos kanjis tienen múltiples lecturas de cada tipo). Generalmente, la lectura china se usa cuando se forman palabras compuestas (2 o más kanjis juntos) y la lectura nativa se usa en kanjis 'solitarios'. La lectura china se denomina 音読み(On-yomi) y la lectura nativa o japonesa 訓読み o también くんよみ(Kun-yomi).  Por ejemplo:  El kanji 水('agua') tiene 2 lecturas: la lectura Kun みず (mizu) y la lectura On スイ (sui).  El kanji 犬('perro') tiene 2 lecturas: la lectura Kun いぬ (inu) y la lectura On ケン (ken).

- El segundo sistema es llamado kana y fue desarrollado unos 500 años después del kanji. Pertenecen al kana dos formas de escritura que son silabarios propios, el hiragana y el katakana. El primero, sirve para escribir todas las demás palabras de origen japonés o a falta de kanji y, cuando estos están presentes, se emplea para indicar las desinencias. El segundo, se usa para escribir interjecciones, «onomatopeyas» y préstamos de entrada reciente a la lengua, tiene su origen en los inicios de la era Heian (平安時代)(794～1185), teniendo como primer uso el ser una ayuda en la lectura de los caracteres de los sutras, los escritos budistas, siendo en su tiempo, más popular que el Hiragana, no volviéndose este otro de uso común hasta después de la guerra.  En japonés los llamados «sonidos impuros«(b, d, g, z) se forman añadiendo una marca llamada «ten ten» o nigori (濁り o puede ser escrito にごり) que consiste en dos líneas en el extremo superior derecho en forma vertical, al carácter del «sonido puro» correspondiente (en h, t, k, s, respectivamente). Los caracteres en p («sonido medio impuro») se forman añadiendo a los caracteres en h una marca similar a un pequeño círculo, llamado maru.  Ejemplos de «ten ten» o nigori: ぎ, ご, げ, ぐ, が (con nigori: gi, go, ge, gu y ga respectivamente) (sin nigori: ki, ko, ke, ku, ka)  Ejemplos de maru: ぴ, ぽ, ぺ, ぷ, ぱ (con maru: pi, po, pe, pu, pa) (sin maru: hi, ho, he, fu, ha)  Debido a razones fonéticas llamadas rendaku on, algunas palabras pueden cambiar un sonido puro inicial por uno impuro (por ejemplo: 買い物袋, «kaimonobukuro» («bolsa de compras» en oposición a kaimono fukuro). Además, un «chi» o «tsu» final puede hacer que una palabra se junte con la siguiente, doblando el sonido consonántico inicial de ésta. Por ejemplo, ichi + ka → ikka. La consonante doble, en la escritura, viene precedida de un pequeño carácter tsu.

### Información general
- Historia del idioma
- Gramática japonesa
- Libro orientado al aprendizaje del japonés para hispanohablantes. Archivado el 1 de junio de 2010 en Wayback Machine.

### Diccionarios
- RUI - Diccionario japonés-español-japonés de Francisco Barberán, uno de los más completos que existen en Internet (cuenta actualmente con 60.000 entradas).「瑠偉」和西・西和辞典
- Denshi Jisho - Diccionario inglés-japonés, japonés-inglés. Uno de los más completos de la red, con 110000 vocablos generales y miles de temas especializados.
- Diccionario Aulex japonés-español, Diccionario Aulex español-japonés
- Hispadic - Diccionario japonés-español con licencia Creative Commons, basado en el diccionario japonés-inglés EDICT.

### Programas
- JWPce 1.50 - Procesador de texto japonés en español
- NJStar Japanese Word Processor - Procesador de texto japonés/inglés

- Datos: Q5287
- Multimedia: Japanese language / Q5287
- Guía turística: Guía de japonés
- Libros y manuales: Japonés